# Masters de Hamburgo 1969
El Abierto de Hamburgo de 1969 fue un torneo de tenis jugado sobre tierra batida, que fue parte de las Masters Series. Tuvo lugar en Hamburgo, Alemania, desde el 11 de agosto hasta el 17 de agosto de 1969.

## Campeones

### Individuales
Tony Roche vence a  Tom Okker, 6-1, 5-7, 7-5, 8-6

### Dobles
Tom Okker /  Marty Riessen vencen a  Jean-Claude Barclay /  Jürgen Fassbender, 6-1, 6-2, 6-4